# El estafador de Tinder
The Tinder Swindler (El estafador de Tinder en España e Hispanoamérica) es una película documental británica que narra los delitos del estafador israelí Simon Leviev a través de distintos protagonistas. Fue dirigida por Felicity Morris y se estrenó en Netflix el 2 de febrero de 2022.

## Trama y trasfondo
Un hombre israelí, nacido Shimon Hayut, viajó por Europa, presentándose como el hijo del magnate de diamantes ruso-israelí Lev Leviev. Usó la aplicación de citas Tinder para contactar mujeres como Simon Leviev; y las engañó para que le prestaran dinero que nunca devolvió. Encantaba a las mujeres con lujosos obsequios y las llevaba a cenas en jets privados usando dinero que tomaba prestado de otras mujeres a las que había estafado anteriormente. Más tarde fingía que estaba siendo atacado por sus "enemigos", a menudo enviando los mismos mensajes e imágenes a cada mujer, indicando que acababa de ser atacado con un cuchillo, pero que su guardaespaldas lo había salvado y estaba herido. Luego les pidió a sus víctimas que lo ayudaran económicamente debido a la violación de la 'seguridad', que supuestamente impidió el uso de sus tarjetas de crédito y cuentas bancarias; las mujeres solían pedir préstamos bancarios y nuevas tarjetas de crédito para poder ayudar. Luego usaría el dinero ganado a través del engaño para atraer a nuevas víctimas, mientras esencialmente operaba un esquema Ponzi. Más tarde, pretendía pagar a sus víctimas enviando documentos falsificados que mostraban transferencias bancarias falsas y luego rompía el contacto con las víctimas.

## Recepción
En Rotten Tomatoes, la película tiene un índice de aprobación del 94% según 17 reseñas, con una calificación promedio de 7,60/10.
Kevin Maher de The Times le dio a la película 4 de 5 estrellas, describiéndola como "las fauces de los documentales de citas por Internet" y escribió: "es tan visceral, propulsor y alarmante que la perspectiva de las citas en línea después de The Tinder Swindler puede parecer muy temeraria."; Rebecca Nicholson de The Guardian también le otorgó 4 de 5 estrellas y escribió: "El estafador de Tinder es rápido e inteligente y te deja con ganas de más, en lugar de buscar todos los ángulos posibles". Ed Cumming de The Independenttambién le otorgó la misma valoración, diciendo: "A pesar de la gran trama en su centro, [la película] a veces cae en la autocomplacencia común a tantos documentales modernos, con infinitas reconstrucciones sombrías y una banda sonora conmovedora".
Brian Lowry de CNN fue más crítico con la película y escribió: "Combinando las cualidades de una película de Lifetime con un título pegadizo, los elementos comercializables apenas ocultan que la historia es en realidad un poco aburrida".

## Consecuencias
Tras el lanzamiento de la película, Tinder prohibió permanentemente a Leviev en su plataforma.
Variety informó que Netflix planea convertir el documental en una ficción.
Netflix creó un complemento de podcast especial de tres partes que cuenta sobre la realización del documental y profundiza en la vida y los métodos de Simon Leviev.
El 5 de febrero de 2022, las tres víctimas organizaron una campaña de recaudación de fondos en GoFundMe para pagar sus deudas.